# Baumkult

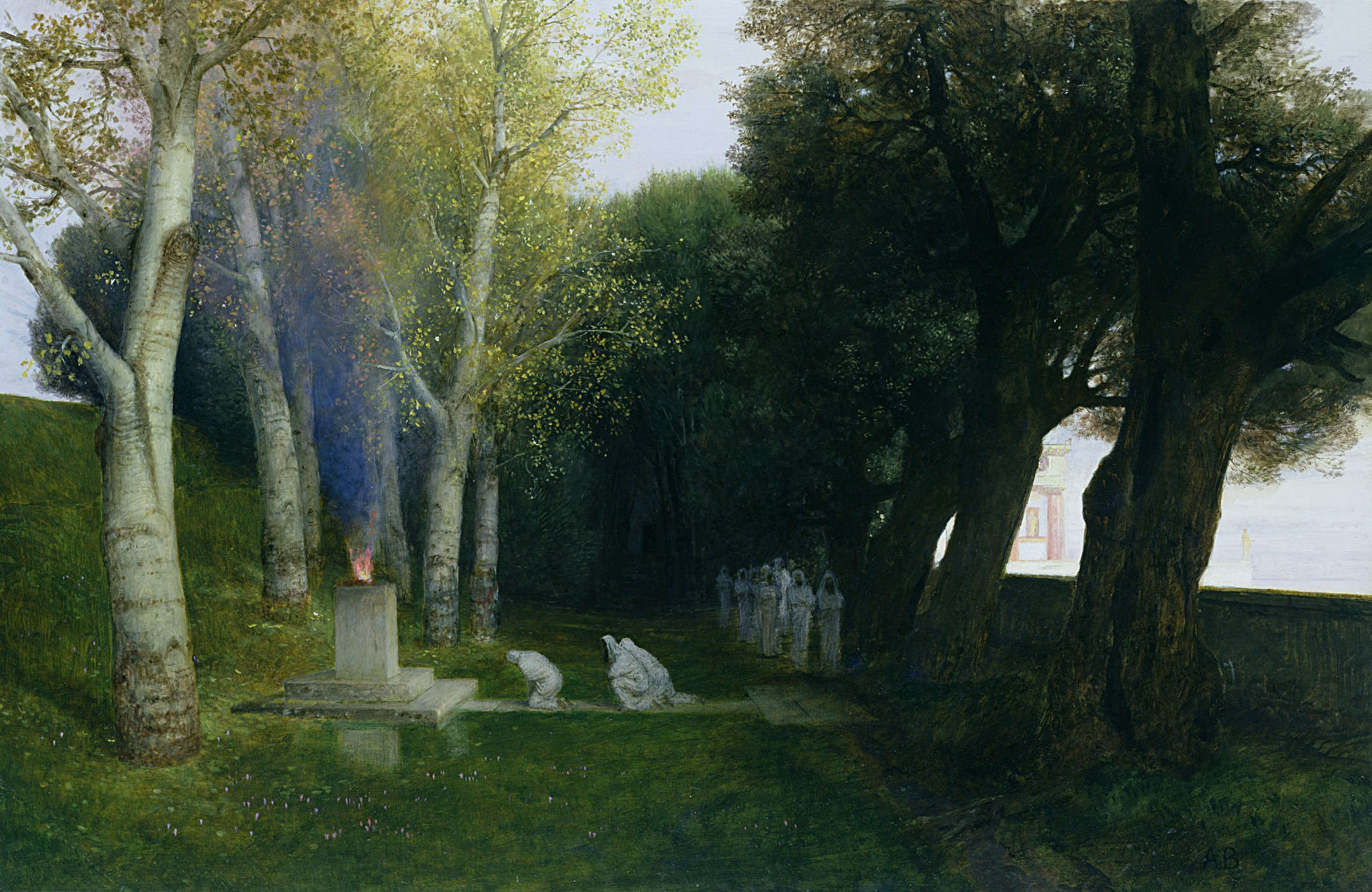
Heiliger Hain (Gemälde von Arnold Böcklin, 1886)

Baumkult bezeichnet die Verehrung von Bäumen, Baumgruppen und Heiligen Hainen. Sie können als die Epiphanie mythologischer Wesen selbst, als deren Symbol oder deren Sitz betrachtet werden. Baumverehrung ist bis in die Gegenwart bei zahlreichen Völkern der Erde verbreitet.

## Geschichte

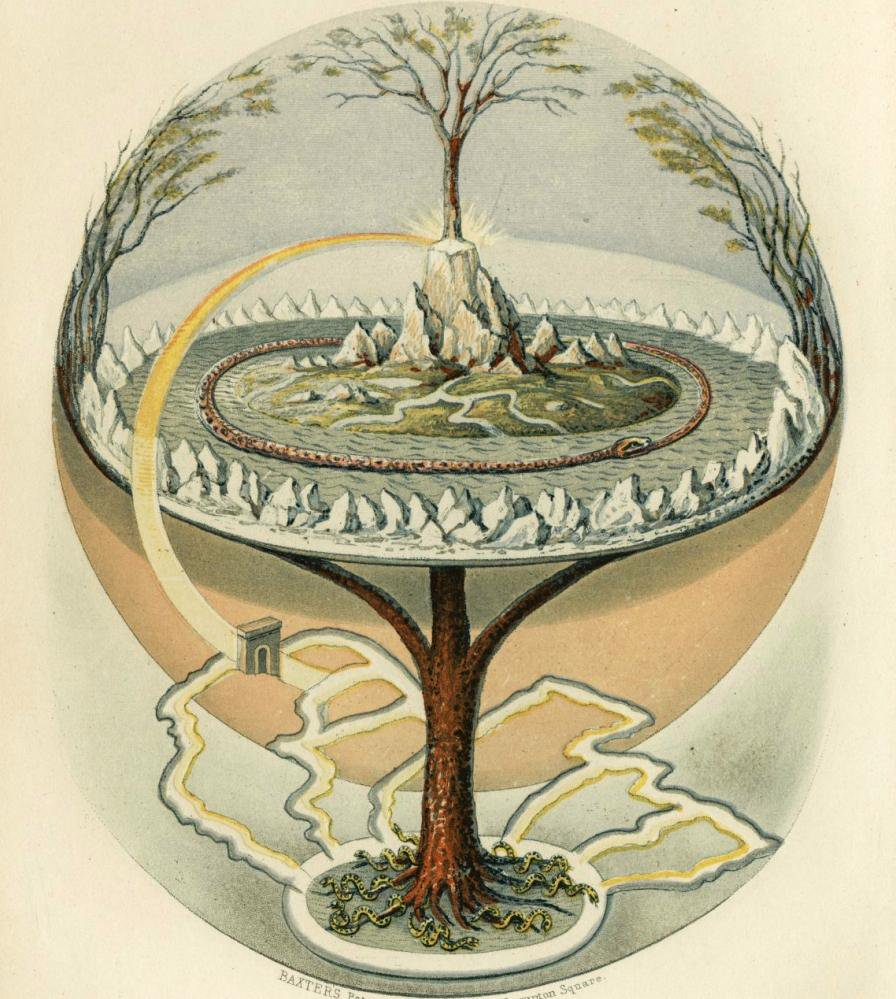
Yggdrasil (Werk von Oluf Bagge, 1847)

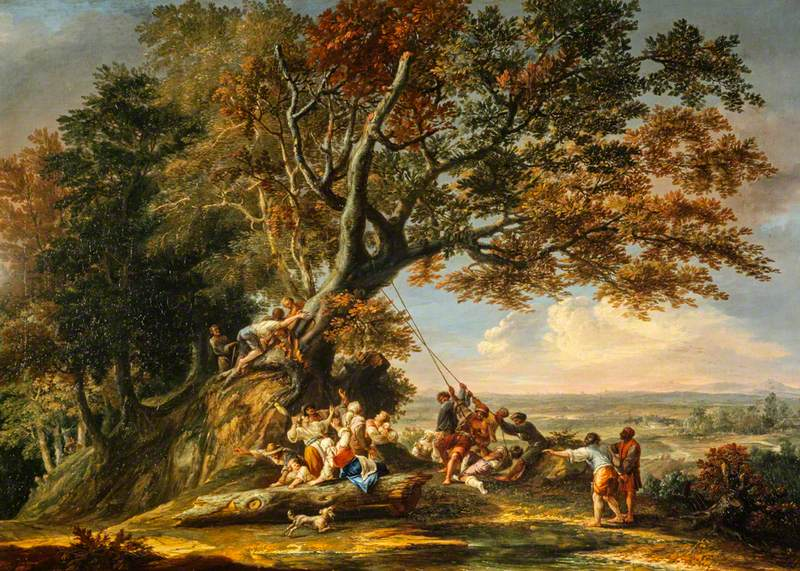
Bonifatius fällt die Donareiche (Gemälde von Christian Wilhelm Ernst Dietrich, zwischen 1750 und 1770)

Die Encyclopedia Britannica führt die Verwendung des Schmucks durch immergrüne Bäume, Kränze und Girlanden als Sinnbild des ewigen Lebens unter den alten Ägyptern, Chinesen und Hebräern an.
Im Altertum kannten die mesopotamischen und indischen Kulturen sowie Griechen, Germanen, Juden, Kelten, Römer und Slawen geweihte Bäume oder Haine. In Indien wurde Buddha von seiner Mutter Maya unter einem Salbaum geboren und erlangte unter einem Bodhibaum die Erleuchtung (bodhi); in der mittelalterlichen Bildhauerkunst Indiens spielen Baumnymphen (salabhanjikas) eine wichtige Rolle.
In der Germanischen Mythologie kannte man die Irminsul und die Weltenesche Yggdrasil. Bei den Germanen waren die Esche Wotan/Odin und die Eiche Þor/Donar geweiht, wie die berühmte Donareiche bei Fritzlar. Auch die Griechen weihten Bäume Maia, der Göttin der Fruchtbarkeit.
Griechen und Römer kannten die Vorstellung, dass Bäume von Nymphen, den Dryaden bewohnt wurden, wie zum Beispiel ein Lorbeerbaum von Daphne, eine Linde von Philyra, eine Silber-Pappel von Dryope und ein Nussbaum von Karya. Der Eichenhain von Dodona war ein Heiligtum. Auf Zypern heilt der Brunnen und der mit Tüchern behängte Feigenbaum vor den Agia Solomoni-Katakomben Augenleiden.
In der östlichen Schwarzmeerregion Kolchis sahen Jason und seine Begleiter laut der griechischen Argonautensage eine Vielzahl von Leichen, die an die Äste von Weiden gebunden waren. Tote Männer sofort zu begraben, war für die Kolcher eine Unsitte – Verstorbene wurden in Stierfelle gewickelt und außerhalb der Dörfer oder Städte in Bäume gehängt. Nach dem Glauben der Kolcher sollte zuerst die Erde ihren Teil an den Toten nehmen, bevor die Reste vergraben wurden. Der georgische Geograf Vakhoucht bestätigte im 18. Jahrhundert diesen Teil der Sage.
In Abchasien ist der Glaube an die Waldgöttin Mezıtha, die Verehrung alter Bäume, insbesondere von Eichen, seit der Antike schriftlich belegt und trotz der im 6. Jahrhundert weitgehend abgeschlossenen Christianisierung erhalten geblieben. Unweit eines jeden Dorfes gab es eine besondere Eiche, unter der Versammlungen abgehalten wurden. Vor Kriegen besuchte die Bevölkerung zuerst diesen Baum, band farbige Stoffstreifen an die Äste und an ihre Waffen und berührte mit den Breitseiten ihrer Schwerter den Baumstamm, während die Eiche um Hilfe und Kraft angerufen wurde.
Abrahams Lagerplätze werden von Bäumen markiert. An der „Eiche More“ bei Sichem hatte er eine Erscheinung. Bei den „Eichen von Mamre“, bei Hebron wird ihm die Geburt Isaaks angekündigt. Er pflanzte eine „Tamariske zu Beʾer Scheva“ und rief dort den Herrn an. Diese Baumverehrung prangert Hosea an.